# Miguel Dukiano
Miguel Dukiano (en griego Μιχαήλ Δουκειανός, italiano Dulchiano), llamado Dukiano el Joven, fue el catapán bizantino de Italia, de 1040 a 1041. Reemplazó a su hermano mayor Nicéforo Dukiano, que murió asesinado por los habitantes de Ascoli Satriano en 1040. 
La primera actuación principal de Miguel Dukiano como catapán de Italia fue ofrecer la fortaleza de Melfi al lombardo greco-hablante Arduino, con el título de topoteretes, esto es, el guardián del lugar. Pretendía aplacar la revuelta que Arduino había iniciado al mando de sus mercenarios normandos en la península italiana al ser expulsado del ejército de Jorge Maniaces que trataba de reconquistar Sicilia para el Imperio bizantino. Sin embargo, Arduino lo traicionó pronto y llevó a sus mercenarios normandos en apoyo de la rebelión de la Apulia, liderada por Argiro de Bari, hijo de Melo de Bari. 
El 16 de marzo de 1041, cerca de Venosa, en el río Olivento (un afluente por la margen derecha del río Ofanto), Miguel Dukiano encontró al ejército normando e intentó negociar. La negociación fracasó y la batalla se desarrolló en Montemaggiore, cerca de Cannas, un campo que ya había servido como escenario para la famosa batalla de Aníbal con los romanos en 216 a. C. y también para la segunda batalla de Cannas, donde el catapán Basilio Boioanes alcanzó en el año 1018 una victoria igualmente decisiva contra los mercenarios normandos de Melo de Bari. Por el contrario, el catapán Miguel Dukiano fue derrotado el 4 de mayo de 1041 en el Ofanto por Argiro, hijo de Melo de Bari, que lideraba la fuerza normanda mercenaria. Y esto a pesar de que el catapán Dukiano el Joven había llamado en su ayuda a la fuerza varega que tenía acantonada en la cercana capital del Catapanato, Bari. En la batalla fueron derrotados y huyeron en retirada, con muchos de los soldados ahogados en el Ofanto durante la desbandada. Miguel fue transferido a Sicilia y reemplazado por Exaugusto Boioanes, hijo de Basilio Boioanes, después de septiembre de 1041.